# Amaliada
Amaliada (Grieks: Αμαλιάδα) is een deelgemeente (dimotiki enotita) van de fusiegemeente (dimos) Ilida, in de Griekse bestuurlijke regio (periferia) West-Griekenland.
Een wijk (kinotita) van deze deelgemeente is Archaia Ilida (Grieks: Αρχαία Ήλιδα; vertaald: Oud-Ilida), de vroegere hoofdstad van de landstreek.
Amaliada (Katharevousa: Αμαλιάς, Amalias) dankt haar naam aan Amalia van Oldenburg, de echtgenote van koning Otto I van Griekenland.